# 灰チタン石
灰チタン石（かいチタンせき）は、酸化鉱物の一種。ロシアの鉱物学者レフ・ペロフスキーによって発見された。化学組成は CaTiO3（チタン酸カルシウム）、結晶系は直方晶(斜方晶)系。ペロブスカイトグループの鉱物。ペロブスカイト（Perovskite）やペロブスキー石とも称される。

## 産出地
下部マントルにおいてMgSiO3がペロブスカイト構造をとっていることが知られている。その相に対応する鉱物名はブリッジマナイトである。ペロブスカイト自体が下部マントルかんらん岩を構成するわけではない。
地殻でも見られ、日本では岡山県高梁市（旧備中町）のスカルン中に産する。

## 性質・特徴
立方体や八面体の自形結晶。

## サイド・ストーリー
ペロブスカイトという名前は、ロシアの鉱物学者レフ・ペロフスキーにちなむ。

## ペロブスカイトグループ
- ペロブスカイト（perovskite） - CaTiO3
- タウソン石（tausonite） - SrTiO3
- lueshite - NaNbO3
- latrappite - (Ca,Na)(Nb,Ti,Fe)O3
- ロパライト (loparite) - (Na0.5REE0.5)TiO3